# Ходель (гмина)
Ходель (пол. Chodel ['ɣɔdɛl]) — сельская гмина (волость) в Польше, входит как административная единица в Опольский повет, Люблинское воеводство. Население — 6782 человека (на 2004 год).

## Соседние гмины
1. Гмина Белжыце
2. Гмина Божехув
3. Гмина Ополе-Любельске
4. Гмина Понятова
5. Гмина Ужендув